# 정호정 (1976년생 축구인)
정호정(1976년 5월 11일 ~ )은 대한민국의 여자 축구 선수로 현역 시절 포지션은 골키퍼이다. 

## 선수 경력
- 2010년 1월 1일 기준

### 국가대표팀
- 2001년 AFC 여자 챔피언십 국가대표
- 2003년 AFC 여자 챔피언십 국가대표
- 2003년 FIFA 여자 월드컵 국가대표

## 수상 경력

### 국가대표팀
- 2003년 AFC 여자 챔피언십 3위